# Chionaema rectivitta
Chionaema rectivitta là một loài bướm đêm thuộc phân họ Arctiinae, họ Erebidae.